# Церква Казанської ікони Божої Матері (Нападівка)
Церква Казанської ікони Божої Матері в Нападівці — парафія і храм Лановецького благочиння Тернопільської єпархії Православної церкви України в селі Нападівка Кременецького району Тернопільської области.
Оголошена пам'яткою архітектури місцевого значення (охоронний номер 1640).

## Історія церкви
Згідно з матеріалами Волинського шематизму, у 1742 році за пожертви парафіян в селі була збудована дерев'яна церква.
Під час великих свят у селі відбувалися урочисті Хресні ходи, а причастя проводили зі срібних чаш.
За служіння священника Марка Очаровського церкву з благословення єпископа Данила встановили на кам'яний фундамент.
У 1842 році о. Василю Прокоповичу вдалося повернути до храму дзвін та служебник.

## Парохи
- о. Анастасій Прчинський (1744),
- о. Єфстафій Словинський (1769),
- о. Андрей Олешицький (1771),
- о. Феодор Лучинський (1772—1792),
- о. Йосиф Микульський (1794),
- о. Миколай Шелестонський,
- о. Іоан Коверницький (1795),
- о. Петро Летницький (1796),
- о. Іоан Дорбсевич (1796—1802),
- о. Антоній Сушевич,
- о. Григорій Чугалинський,
- о. Семеон Лозинський,
- о. Марко Очаровський,
- о. Федір Шумовський,
- о. Венедикт Давидович,
- о. Василь Прокопович,
- о. Стефан Давидович,
- о. Олександр Рибчинський,
- о. Василь Корчинський,
- о. Наркис Стлецький,
- о. Володимир Яблонський (з 2000).